# 通宝能源
山西通宝能源股份有限公司（上交所：600780），简称通宝能源。公司是在1992年，由西山矿务局、阳泉矿务局、潞安矿务局、晋城矿务局、中国煤炭工业进出口总公司、山西统配煤炭经销公司、山西煤矿机械厂、太原煤炭气化总公司和山西省信托投资公司九家单位共同发起新组建的股份制企业。1992年9月29日公司正式成立，成为山西省首批重点规范化股份制试点企业之一。
1996年12月5日，公司A股在上交所上市流通。1998年3月，公司成为山西地方电力公司（现山西国际电力集团有限公司）的控股上市公司。